# Лубкі-Шляхта
Лубкі-Шляхта (пол. Łubki-Szlachta) — село в Польщі, у гміні Войцехув Люблінського повіту Люблінського воєводства.
Населення — 178 осіб (2011).

## Демографія
Демографічна структура станом на 31 березня 2011 року:
|          | Загалом | Допрацездатний вік | Працездатний вік | Постпрацездатний вік |
| -------- | ------- | ------------------ | ---------------- | -------------------- |
| Чоловіки | 89      | 18                 | 58               | 13                   |
| Жінки    | 89      | 16                 | 48               | 25                   |
| Разом    | 178     | 34                 | 106              | 38                   |